# لويس إدواردو ديلغادو
لويس إدواردو ديلغادو (بالإسبانية: Luso Delgado) (4 ديسمبر 1984 في إسبانيا - ) هو لاعب كرة قدم إسباني في مركز الوسط. لعب مع نادي جيرونا ونادي قرطبة وUE Rapitenca ‏ وDeportivo Aragón ‏ ونادي فيغيراس ‏ ونادي سان أندرو.

## وصلات خارجية
- لويس إدواردو ديلغادو على موقع قاعدة بيانات كرة القدم.إي يو (الإنجليزية)
- لويس إدواردو ديلغادو على موقع Soccerbase.com (لاعب) (الإنجليزية)
- لويس إدواردو ديلغادو على موقع Soccerway.com (الإنجليزية)
- لويس إدواردو ديلغادو على موقع AS.com (الإسبانية)